# SNV Netherlands Development Organisation

Logo van SNV Netherlands Development Organisation

SNV Netherlands Development Organisation (voorheen Stichting Nederlandse Vrijwilligers) is een organisatie die zich bezighoudt met ontwikkelingshulp op basis van projectfinanciering. De organisatie is actief in meer dan 30 landen in Afrika, Azië en Latijns Amerika. In 2017 voerden 1.200 medewerkers programma’s uit op het gebied van landbouw, energie en water, sanitatie & hygiëne. De missie die SNV zich stelt is mensen de middelen aanreiken om zich te ontworstelen aan armoede.

## Geschiedenis
De SNV komt voort uit het in 1963 opgezette Jongeren Vrijwilligers Programma, hetgeen een joint venture was tussen de Nederlandse overheid en enkele particuliere zich met ontwikkelingshulp bezighoudende organisaties. In 1965 ging deze over in de Stichting Nederlandse Vrijwilligers. Doel van de organisatie was om, naar voorbeeld van het Amerikaanse Peace Corps, Nederlandse vrijwilligers in derdewereldlanden te zenden om daar kennis en knowhow met de plaatselijke bevolking te delen. Gedurende de jaren 1970 werd het een belangrijk nevendoel de Nederlander bekend te maken met het leed in de derde wereld. Derhalve kende de SNV aan het begin van de jaren 80 twee kerntaken: het sturen van personeel naar ontwikkelingslanden en het voeren van een bewustwordingscampagne in Nederland. In de loop van de jaren 1990 verschoof het accent van technische ondersteuning naar advieswerkzaamheden, met name op het vlak van armoedebestrijding.

### Verzelfstandiging
SNV werd in 2002 verzelfstandigd, maar er bleven vanwege de subsidie nauwe banden met het departement-generaal Internationale Samenwerking van het ministerie van Buitenlandse Zaken. Toch was SNV sindsdien de jure een niet-gouvernementele organisatie (NGO). Volgens afspraak voerde SNV tot 2015 taken uit in opdracht van het ministerie. De organisatie kende in 2010 zo'n 1400 medewerkers en had jaarlijks zo'n 90 miljoen euro aan subsidie te verdelen. In november 2011 werd bekend dat de overheidssubsidie geleidelijk zou worden afgebouwd. In 2012 kon de organisatie nog op 70 miljoen rekenen, maar in 2015 zou dit bedrag zijn teruggebracht tot 55 miljoen. De subsidieverlaging waren onderdeel van de bezuinigingen op ontwikkelingssamenwerking door het kabinet Rutte I. Na 2015 ging de organisatie zonder rijkssubsidie verder.
Na de verzelfstandiging in 2002 zijn de directiesalarissen zogenoemd marktconform gemaakt, waarna deze de norm voor het salaris van directeur-generaal (DG-norm) overschreden. Onder druk van minister van Buitenlandse Zaken Maxime Verhagen besloot SNV in juni 2010 om de salarissen van de directie te bevriezen.

### Vermeend nepotisme
Op 24 december 2010 berichtte De Telegraaf over vermeende onregelmatigheden bij SNV. Staatssecretaris Ben Knapen besloot daarop een onafhankelijk onderzoek in te stellen. Accountantsbureau Ernst & Young die het onderzoek uitvoerde concludeerde dat zes van de negen beweringen onjuist waren en de overige drie juist, maar wel vallend binnen de gestelde normen en regels. Het onderzoek werd echter door de Tweede Kamer niet diepgaand genoeg geacht. Op 26 maart 2011 kwam de Volkskrant met een bericht naar aanleiding van een interne audit uit 2007 door SNV. Hieruit zou blijken dat er in de organisatie sprake was van nepotisme, Europese aanbestedingsregels waren overtreden door SNV en dat SNV een drietal opdrachten in de regio Latijns-Amerika had gegund aan vrienden en familie. Naar aanleiding hiervan stapten  directeur van de SNV, Dirk Elsen, en voorzitter van de Raad van Toezicht, Lodewijk de Waal, op. SNV nam daarna een aantal maatregelen, zoals een klokkenluidersregeling, een strengere controle op declaraties, en meer controle op aanbestedingen.

### Onafhankelijk
Vanaf 2011 werd de organisatie geleid door Allert van den Ham. Onder zijn directie werd het SNV omgevormd tot een onafhankelijke speler in het internationale ontwikkelingsveld. Toen hij aantrad werd SNV nog volledig gefinancierd door het ministerie van Ontwikkelingssamenwerking, sinds 2016 is de organisatie volledig afhankelijk van projectfinanciering. In 2018 trad hij terug als bestuurder en werd hij 'landendirecteur Laos' bij SNV. Opvolger werd Meike van Ginneken die afkomstig is van de Wereldbank. De omzet was in 2017 120 miljoen euro.

## Fotogalerij

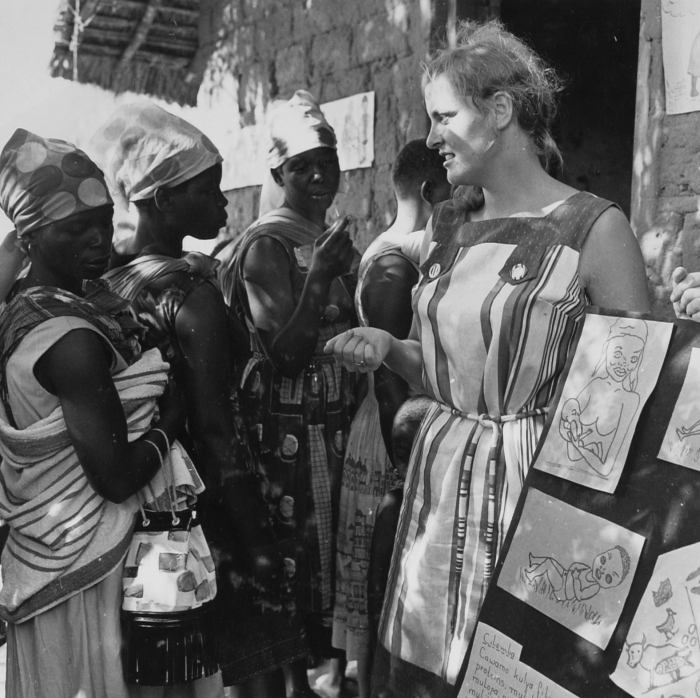
Vrijwilligster mevrouw Pennings geeft uitleg over kinderverzorging, 1965
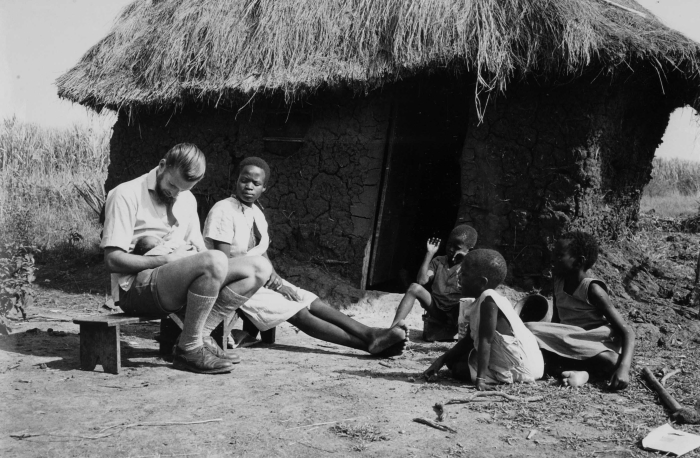
De heer B. Hensen met zijn petekind in het Uasin Gishu District, 1965
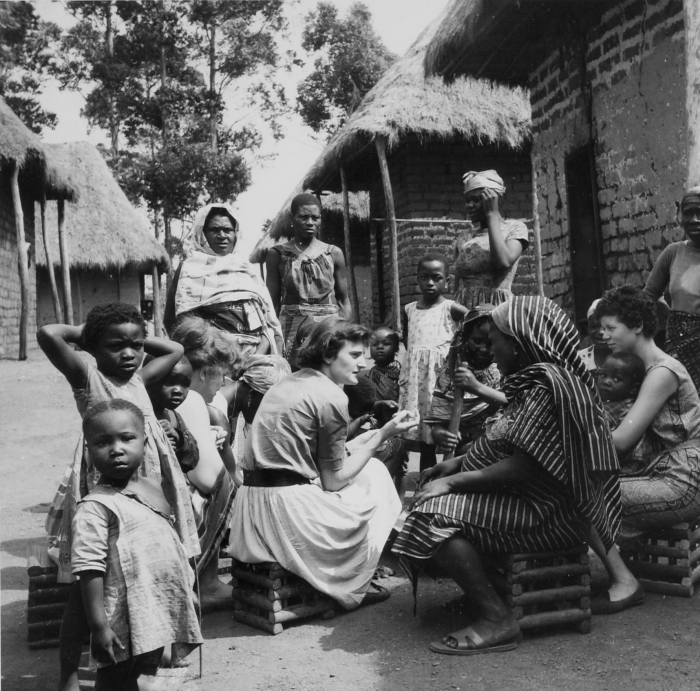
Vrijwilligsters van de SNV geven les aan lokale vrouwen in Uasin Gishu, 1967
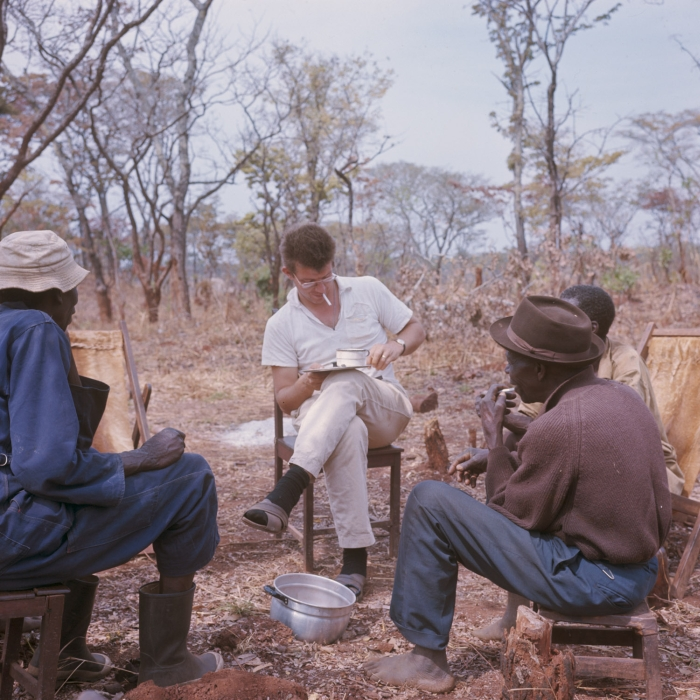
Een vrijwilliger van de SNV drinkt bier met de lokale boeren te Shilenda, 1967
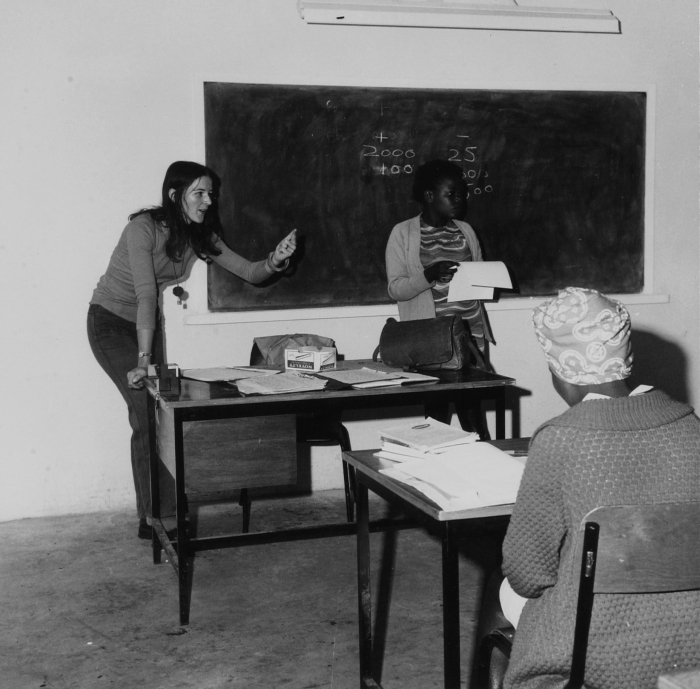
Een medewerkster van de SNV geeft les op de Polytechnics School, 1973
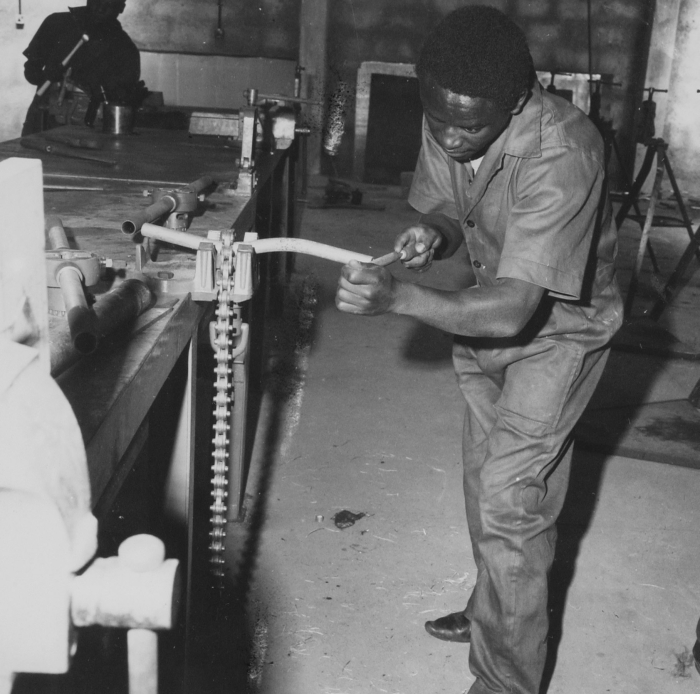
Jongens bezig met metaalbewerking op de Polytechnics School, 1973
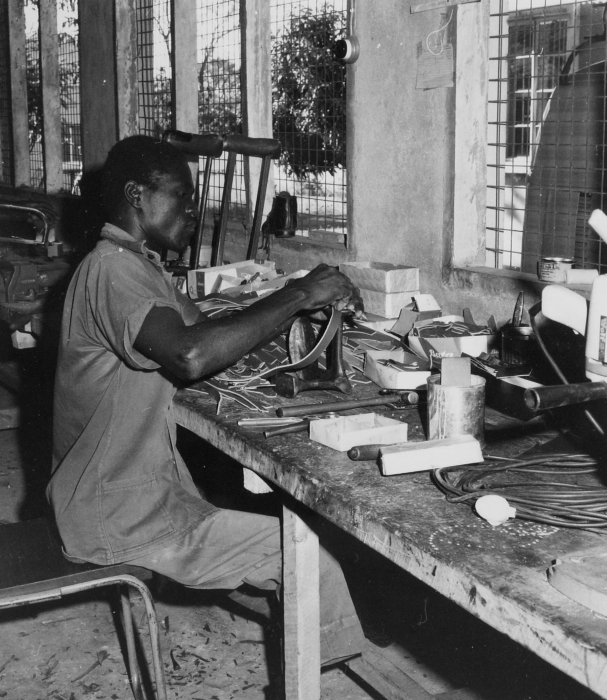
Een man aan het werk in de SNV werkplaats voor minder validen, 1973
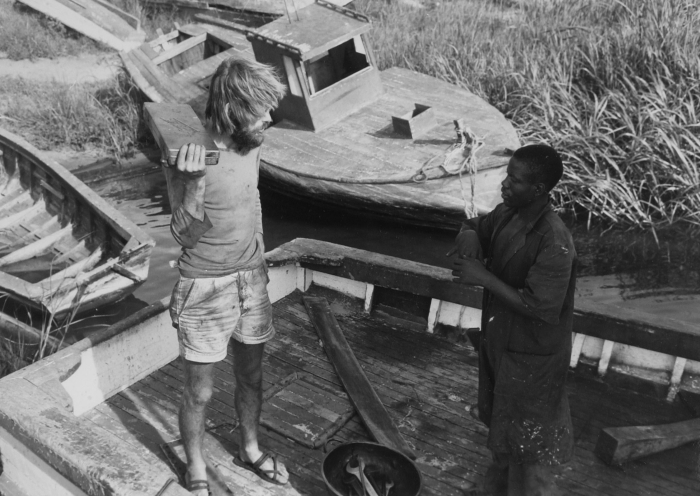
SNV vrijwilliger op de scheepswerf in gesprek met de lokale vertegenwoordiger van het Tafico project, 1976
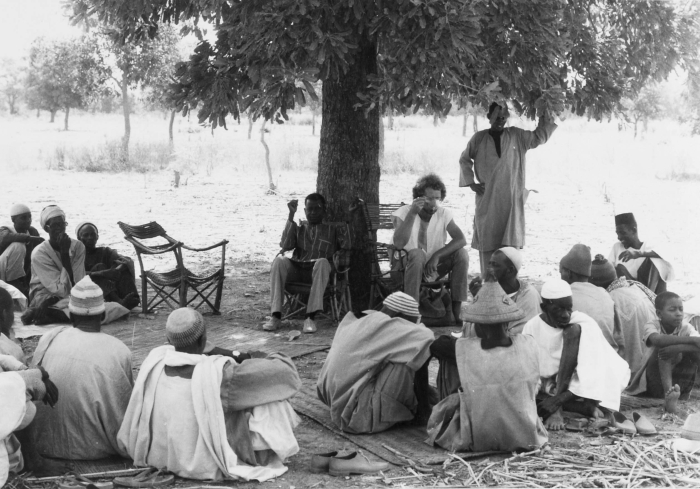
Een medewerker van de SNV te midden van Fulani pauzerend onder een boom in Toma, 1979